# Skaftárhreppur
Skaftárhreppur (kiejtése: ˈskaftˌaur̥ˌr̥ɛhpʏr̥) önkormányzat Izland Déli régiójában, amely 1990. június 19-én jött létre Álftavershreppur, Leiðvallarhreppur, Skaftártunguhreppur, Kirkjubæjarhreppur és Hörgslandshreppur egyesülésével.

## Az önkormányzatok egyesülése
2021-ben kezdeményezték Skaftárhreppur, Mýrdalshreppur, Ásahreppur, Rangárþing ytra és Rangárþing eystra önkormányzatok egyesülését Suðurland néven.

## Fordítás
- Ez a szócikk részben vagy egészben  a   Skaftárhreppur című izlandi Wikipédia-szócikk ezen változatának fordításán alapul.  Az eredeti cikk szerkesztőit annak laptörténete sorolja fel. Ez a jelzés csupán a megfogalmazás eredetét és a szerzői jogokat jelzi, nem szolgál a cikkben szereplő információk forrásmegjelöléseként.